# Оплонтис
Оплонт(ис) (Oplontis) — древнеримский город на берегу Неаполитанского залива. Стоял на месте современного Торре-Аннунциата, непосредственно к югу от Неаполя. Как и близлежащие города Помпеи и Геркуланум, Оплонтис был погребён под пеплом во время извержения вулкана Везувий в 79 году нашей эры. Мощь лавы с этой стороны Везувия была особенно сильной: в Оплонтисе не только рухнули крыши, но были разрушены и сами стены с колоннами, причём их обломки оказались разбросанными по окрестностям.
В ходе раскопок Оплонтиса были обнаружены две римские виллы, самой известной из которых является вилла А — так называемая вилла Поппеи. Останки Оплонтиса образуют единый с руинами Помпей и Геркуланума памятник Всемирного наследия.

## Археологические находки

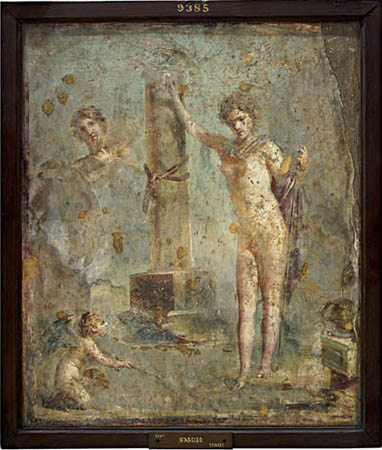
«Нарцисс и Эхо»

Археологами останки античных зданий обнаружены с восточной и западной стороны города Торре-Аннунциата — в диапазоне от виллы А на востоке до границы города Торре-дель-Греко на западе. Считается, что в древности, как и везде (например, в Геркулануме и Стабиях), роскошные жилые виллы, такие как Вилла А, располагались вдоль побережья, тогда как сельскохозяйственные виллы располагались дальше вглубь суши.
Среди находок в западной зоне наиболее важным является комплекс римских бань на берегу моря в Ончино (Термы Нунцианте) как общественное здание Оплонтиса. Р. Либераторе подробно описал археологические раскопки и определил, что они принадлежат Луцию Нонию Флору, чьё имя выбито на краю терракотовой чаши в банях, украшенной растительными формами и скачущими лошадьми. Строительство на этом месте современных бань привело к уничтожению останков терм. Позже были обнаружены два подземных водопроводных или дренажных туннеля, которые вели к термам.
Кроме того, поблизости были обнаружены остатки двух жилых вилл, одна из которых (судя по найденной там печати) принадлежала Гаю Сикулию Филию. На этой вилле была обнаружена высокохудожественная фреска «Эхо и Нарцисс». Многие другие археологические останки в районе Торре-Аннунциата были разграблены и не сохранились.